# لقاح مصنوعی
بارورسازی برون‌تنی یا لقاح مصنوعی یا آی‌وی‌اف (به انگلیسی: IVF، کوته‌نوشت in vitro fertilization) روشی است که در آن یاخته‌های تخمک را در شرایط آزمایشگاهی با اسپرم بارور می‌کنند و یک یا چند یاختۀ زاگ به دست آمده را پس از گذشت چند مرحله تقسیم یاخته‌ای «۸ یاخته‌ای» یا «رویان ۵ روزه»، در رحم قرار می‌دهند تا روند تکوین رویان به‌طور طبیعی ادامه پیدا کند. در این روش ابتدا تخمک‌گذاری در زن را القا می‌کنند و پس از اینکه تعداد مناسبی تخمک به دست آمد آن‌ها را در آزمایشگاه کشت می‌دهند. پس از اینکه تخمک‌ها بالغ شدند با اسپرم مناسب، تخمک را بارور می‌کنند. بر حسب اینکه اسپرم به چه روشی سبب باروری تخمک شود روش‌های مختلفی وجود دارد. به‌عنوان مثال چنان‌که اسپرم‌ها به تعداد مشخص در محیط کشت حاوی تخمک تلقیح شوند تا اسپرم دارای تحرک، شکل و فیزیولوژی مناسب بتواند تخمک را بارور کند، این روش آی‌وی‌اف نامیده می‌شود. اما در صورتی‌که اسپرم مناسب انتخاب شود و با استفاده از روش میکرواینجکشن به داخل تخمک تلقیح شود این روش تزریق درون‌سیتوپلاسمی اسپرم (Intracytoplasmic sperm injection) است که به اختصار ایکسی (ICSI) نامیده می‌شود.
لقاح مصنوعی به روش‌های مختلفی انجام می‌شود و تفاوت این روش‌ها به دلیل تفاوت در انجام هر یک از مراحل بالاست. میزان موفقیت لقاح مصنوعی به عوامل مختلفی وابسته است، از جمله سن زوجین و نیز درجه سلامت تولیدمثلی در آن‌ها.
لقاح مصنوعی گونه‌ای از فناوری‌های کمک‌باروری است که برای مقابله با ناباروری و در فرایند اجارۀ رحم مورد استفاده قرار می‌گیرد. پزشک جهت القای تخمک‌گذاری به زن دارو می‌دهد. پس از انجام تخمک‌گذاری در زن، یک نمونه اسپرم از مرد گرفته می‌شود، که «شسته» خواهد شد؛ یک فرایند که سر سخت‌ترین اسپرم‌ها را در مقدار کمی از مایع منتقل و متمرکز می‌کند.

## تاریخچه
لقاح مصنوعی برای اولین بار در دنیا در سال ۱۹۷۸ در انگلستان توسط رابرت ادواردز انجام شد که جایزه نوبل فیزیولوژی و پزشکی را در سال ۲۰۱۰ برای وی به ارمغان آورد. لوئیز براون، نوزاد حاصل از این لقاح در ۲۵ ژوئیه ۱۹۷۸ به دنیا آمد. از آن تاریخ تاکنون حدود ۵ میلیون کودک به این روش در دنیا متولد شده‌اند.

## درصد موفقیت
نرخ تولد زنده درصدی از دفعات انجام آی‌وی‌اف است که منجر به تولد زنده می‌شود. این نرخ شامل سقط جنین یا مرده‌زایی نمی‌شود. زایمان‌های دوقلو و چند قلو به عنوان یک بار بارداری محسوب می‌شوند. خلاصه‌ای از سال ۲۰۱۹ که توسط انجمن فناوری کمک باروری (SART) گردآوری شده است که میانگین میزان موفقیت آی‌وی‌اف را در ایالات متحده در هر گروه سنی با استفاده از «تخمک‌های غیر اهدایی» گزارش می‌کند، داده‌های زیر را گردآوری کرده است:
| گروه سنی          | < ۳۵ | ۳۵–۳۷ | ۳۸–۴۰ | ۴۱–۴۲ | > ۴۲ |
| ----------------- | ---- | ----- | ----- | ----- | ---- |
| درصد تولدهای زنده | ۵۵   | ۴۱    | ۲۶٫۸  | ۱۳٫۴  | ۱۰۰  |

بر پایهٔ یک مطالعهٔ انجام شده توسط مایو کلینیک، میزان سقط جنین طی آی‌وی‌اف چیزی بین ۱۵ تا ۲۵ درصد است.
عوامل بالقوهٔ اصلی که بر میزان بارداری (و تولد زنده) در آی‌وی‌اف تأثیر می‌گذارند شامل سن مادر، مدت زمان ناباروری یا بارداری ناموفق، میزان هورمون محرکه فولیکولی و تعداد تخمک‌ها هستند که همگی عملکرد تخمدان را منعکس می‌کنند. سن مطلوب زن در زمان انجام آی‌وی‌اف ۲۳ تا ۳۹ سال است.

## سقط جنین بر پایۀ کشور
- سقط جنین در ایران - در کشور ایران سقط جنین ممنوع است، مگر در صورتی که ادامه بارداری مادر، به مرگ جنین یا مادر منجر شود یا مشکلات جدی برای خانواده ایجاد کند، که در این‌صورت با دستور مقام قضایی یا درخواست زوجین یا معرفی نامه پزشک معالج تا قبل از چهارماهگی، (که به باور مسلمانان، زمان اضافه شدن روح به جسم است) قابل اجراست.
- سقط جنین در کانادا - سقط جنین در کانادا در تمام مراحل بارداری قانونی است و به صورت عمومی به عنوان یک روش پزشکی تحت تأثیرات ترکیبی قانون بهداشت فدرال کانادا و سیستم‌های مراقبت بهداشتی استانی تأمین مالی

سقط جنین در ایالات متحده آمریکا - سقط جنین در ایالات متحده آمریکا در هر منطقه این کشور تابع مقررات آن ایالت در مورد سقط جنین است. قانونی بودن آن ممکن است بسته به ایالت متغیر باشد و بسیاری از ایالت‌ها محدودیت‌های سفت و سختی بر * سقط جنین وضع کرده‌اند که دسترسی به این عمل‌ها را تقریباً غیرممکن یا برای مثال در اکلاهما کاملاً غیرممکن می‌کند.
- سقط جنین در استرالیا - سقط جنین در استرالیا قانونی است. این به‌طور کامل در همه حوزه‌های قضایی جرم زدایی شده است، از استرالیای غربی در سال ۱۹۹۸ و در نهایت در استرالیای جنوبی در
- سقط جنین در هند - سقط جنین در هند تحت شرایط مختلف با معرفی قانون ختم بارداری پزشکی در سال ۱۹۷۱ قانونی شده است. مقررات ختم حاملگی در سال ۲۰۰۳ تحت این قانون برای دسترسی زنان به خدمات ایمن و قانونی سقط جنین صادر شد.

سقط جنین در [ترکیه قانونی است. اما رضایت همسر الزامی است ،  اسلام و سقط جنین و مثال
- سقط جنین در کره جنوبی - سقط جنین در کره جنوبی در اغلب شرایط غیرقانونی است، اما سقط جنین غیرقانونی رواج دارد و معمولاً در بیمارستان‌ها و کلینیک‌ها انجام می‌شود.
- سقط جنین در ژاپن - سقط جنین در ژاپن برای زنان با مشکلات اقتصادی یا حاملگی بر اثر تجاوز جنسی، تحت محدودیت ۲۲ هفته مجاز است. بشرطی که سلامت زن هرگز به خطر نیفتد.
- سقط جنین در استرالیا - این به‌طور کامل در همه حوزه‌های قضایی جرم زدایی شده است، از استرالیای غربی در سال ۱۹۹۸ و در نهایت در استرالیای جنوبی در سال ۲۰۲۲. دسترسی به سقط جنین بین ایالت‌ها و مناطق متفاوت

سقط جنین در بنگلادش - سقط جنین در بنگلادش در بیشتر شرایط غیرقانونی است، اما از روش «تنظیم قاعدگی» به‌عنوان روشی جایگزین استفاده می‌شود. بنگلادش هنوز قانون جزایی ۱۸۶۰ را اجرا می‌کند، که مطابق آن سقط جنین خودخواسته (عمدی) غیرقانونی است مگر اینکه جان زن در خطر باشد.